# Sõmeru (Kiili)
Sõmeru est un village de la Commune de Kiili du Comté de Harju en Estonie.
Au 31 décembre 2011, elle compte 66 habitants.